# فاطمة الإفريقي
فاطمة الإفريقي من مواليد الرباط هي صحفية ومقدمة برامج فنية ومنتجة تلفزيونية وأستاذة ومحاضرة إعلامية مغربية من أكثر مقدمي البرامج المغربية إثارة للجدل اشتهرت بأعمدتها الأسبوعية على أعمدة صحيفة «أخبار اليوم» بالإضافة إلى مقالاتها الصادرة في العديد من المواقع الإلكترونية.
تخرجت الإفريقي من المعهد العالي للصحافة في مجال السمعي البصري، في عام 1990 انضمت فاطمة إلى التلفزيون الوطني المغربي.

## برامج فنية
- 1992 : «المجلة الفنية (برنامج)»
- 1999 : «سحر (برنامج)»
- 2000 : «مساء الفن (برنامج)»[7]
- 2008: «فطور الأولى (برنامج)» (الجزء الثاني)
- 2009 : «عتاب (برنامج)»[8]
- 2015 : «تغريدة (برنامج)» فكرة وإعداد وإنتاج[9]
- 2022 : ''مع محبتي (برنامج)'' فكرة وإعداد وإنتاج